# 柿の木台

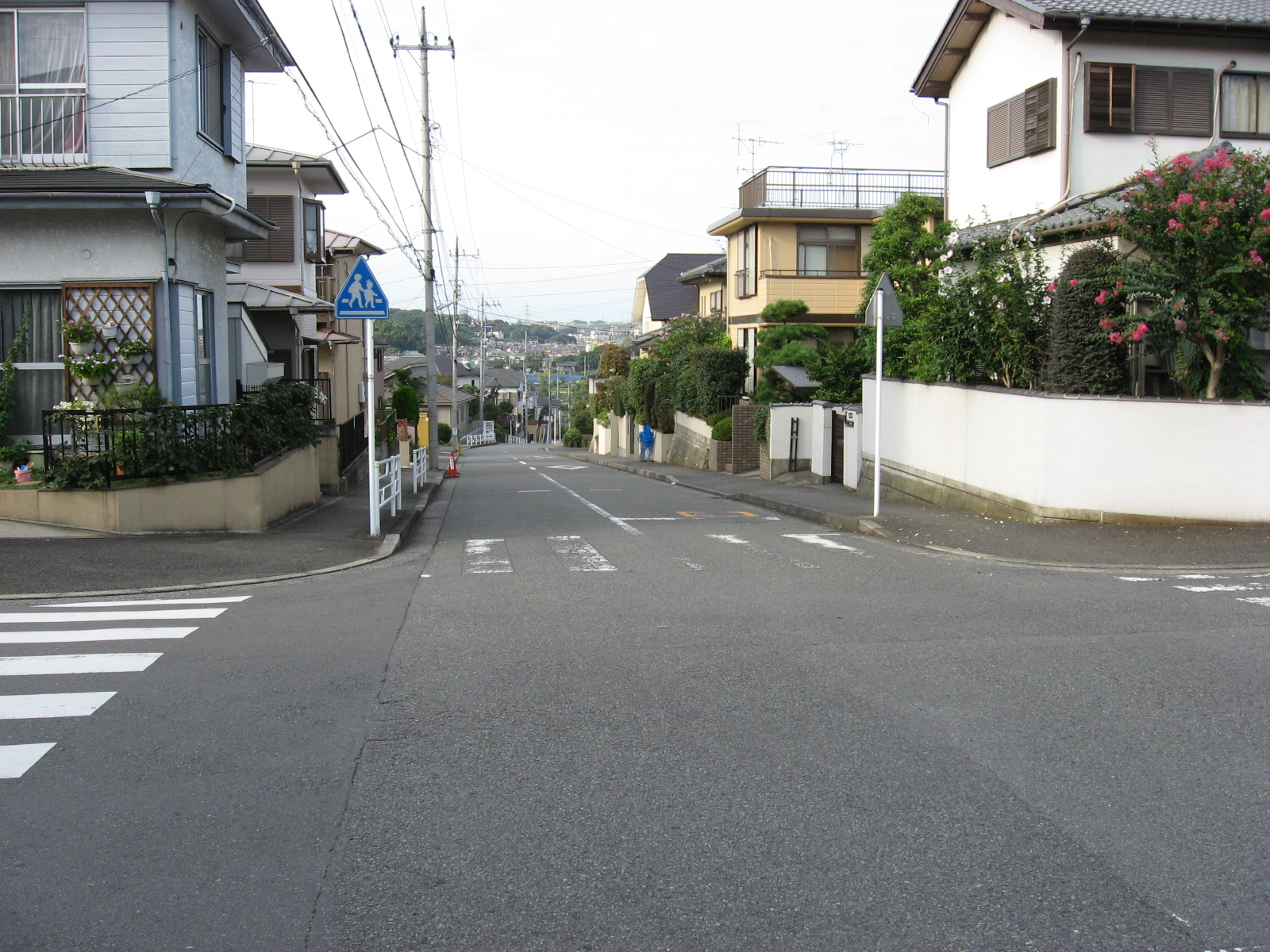
「柿の木台第一」バス停付近

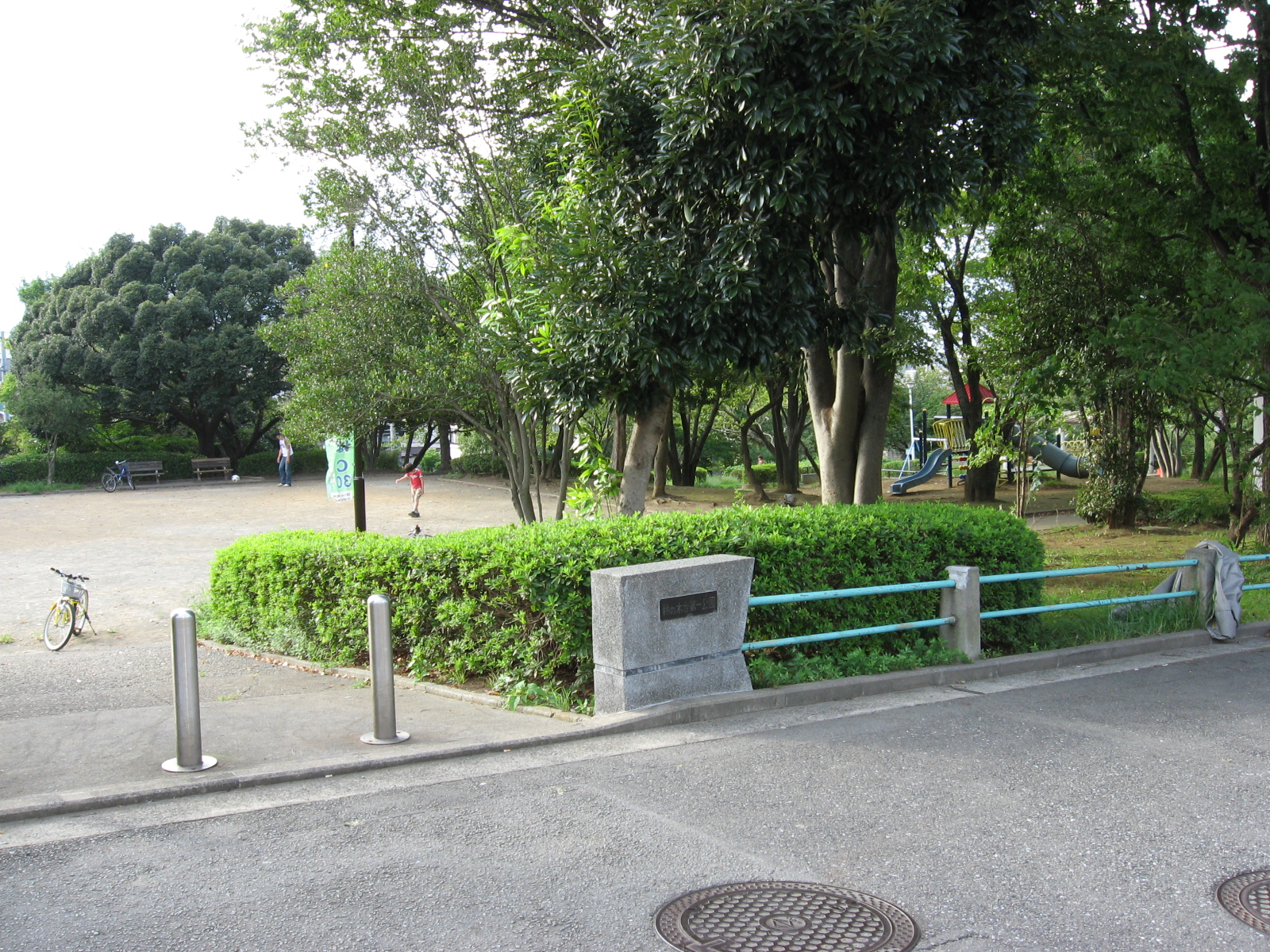
柿の木台第一公園

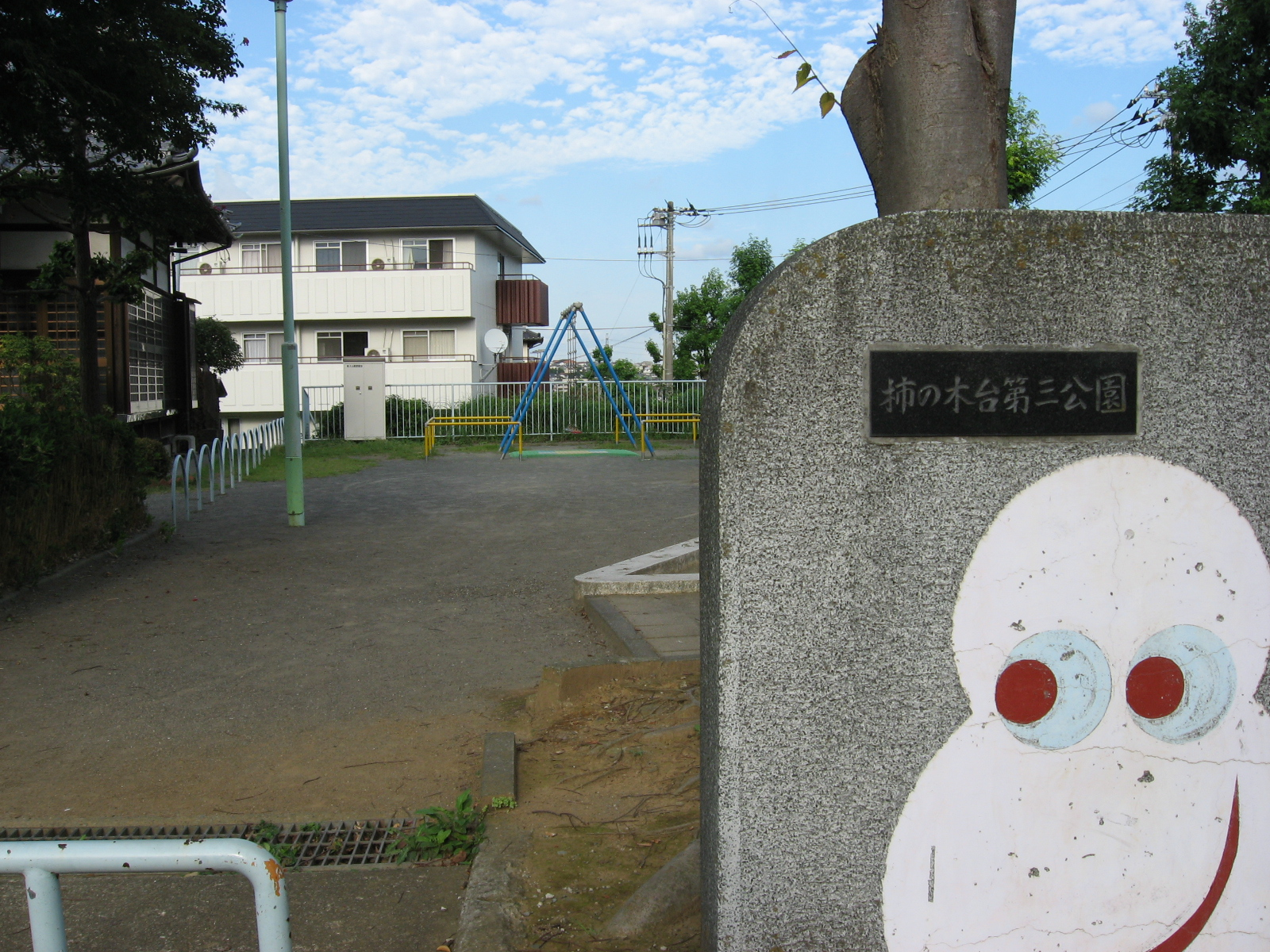
柿の木台第三公園

柿の木台（かきのきだい）は、神奈川県横浜市青葉区の地名。「丁目」の設定のない単独町名である。住居表示未実施区域。

## 地理
横浜市青葉区西部に位置する。地域内は全域が東急によって開発された東急多摩田園都市の住宅街となっており、横浜柿の木台郵便局がある。東は市ケ尾町・荏田西、西はみたけ台・もえぎ野、南は藤が丘、北は上谷本町と接している。

### 地価
住宅地の地価は、2024年（令和6年）1月1日の公示地価によれば、柿の木台12番29の地点で27万4000円/m²となっている。

## 歴史

### 地名の由来
周辺に柿の木が多かったことから「柿の木台」と名づけられた。

### 沿革
- 1974年（昭和49年）9月26日 - 土地区画整理事業（上谷本第二）[6]に伴い、横浜市緑区上谷本町・下谷本町の一部より、横浜市緑区柿の木台を新設[7]。
- 1975年（昭和50年）9月28日 - 土地区画整理事業（上谷本第三）[6]に伴い、上谷本町の一部を編入する[8]。
- 1994年（平成6年）11月6日 - 港北区と緑区を再編し、青葉区と都筑区を新設、横浜市青葉区柿の木台となる[9]。

### 町名の変遷
| 実施後   | 実施年月日                | 実施前（各町名ともその一部） |
| -------- | ------------------------- | ---------------------------- |
| 柿の木台 | 1974年（昭和49年）9月26日 | 上谷本町、下谷本町の各一部   |

## 世帯数と人口
2025年（令和7年）6月30日現在（横浜市発表）の世帯数と人口は以下の通りである。
| 町丁     | 世帯数    | 人口    |
| -------- | --------- | ------- |
| 柿の木台 | 2,473世帯 | 5,023人 |

### 人口の変遷
国勢調査による人口の推移。
| 年                 | 人口  |
| ------------------ | ----- |
| 1995年（平成7年）  | 5,365 |
| 2000年（平成12年） | 5,528 |
| 2005年（平成17年） | 5,544 |
| 2010年（平成22年） | 5,421 |
| 2015年（平成27年） | 5,169 |
| 2020年（令和2年）  | 5,113 |

### 世帯数の変遷
国勢調査による世帯数の推移。
| 年                 | 世帯数 |
| ------------------ | ------ |
| 1995年（平成7年）  | 2,058  |
| 2000年（平成12年） | 2,248  |
| 2005年（平成17年） | 2,254  |
| 2010年（平成22年） | 2,264  |
| 2015年（平成27年） | 2,156  |
| 2020年（令和2年）  | 2,302  |

## 学区
市立小・中学校に通う場合、学区は以下の通りとなる（2024年11月時点）。
| 番地 | 小学校                 | 中学校                 |
| ---- | ---------------------- | ---------------------- |
| 全域 | 横浜市立もえぎ野小学校 | 横浜市立もえぎ野中学校 |

## 事業所
2021年（令和3年）現在の経済センサス調査による事業所数と従業員数は以下の通りである。
| 町丁     | 事業所数  | 従業員数 |
| -------- | --------- | -------- |
| 柿の木台 | 106事業所 | 570人    |

### 事業者数の変遷
経済センサスによる事業所数の推移。
| 年                 | 事業者数 |
| ------------------ | -------- |
| 2016年（平成28年） | 102      |
| 2021年（令和3年）  | 106      |

### 従業員数の変遷
経済センサスによる従業員数の推移。
| 年                 | 従業員数 |
| ------------------ | -------- |
| 2016年（平成28年） | 461      |
| 2021年（令和3年）  | 570      |

## 施設
- 茶々柿の木台保育園
- 柿の木台第一公園
- 柿の木台第二公園
- 柿の木台第三公園
- 医薬神社
- 横浜柿の木台郵便局

## その他

### 日本郵便
- 郵便番号 : 227-0048[3]（集配局：青葉郵便局[19]）

### 警察
町内の警察の管轄区域は以下の通りである。
| 番・番地等 | 警察署     | 交番・駐在所   |
| ---------- | ---------- | -------------- |
| 全域       | 青葉警察署 | 藤が丘駅前交番 |